# 함양 교산리 석조여래좌상
함양 교산리 석조여래좌상(咸陽 校山里 石造如來坐像)은 대한민국 경상남도 함양군 함양읍, 함양중학교내에 있는 고려시대의 석불이다. 불신높이는 245 센티미터, 대좌높이는 158 센티미터이다. 대좌 높이까지 포함하여 4m가 넘는 거대한 조각으로서 풍화작용으로 파손이 심하지만 여전히 웅장한 느낌을 준다. 불상은 전체적으로 마멸이 심한데 얼굴과 오른손, 무릎 및 대좌의 일부가 깨져 있다. 받침수는 단층과 2층은 4단이나 3층은 3단이다. 상륜부에는 노반과 복발(覆鉢)이 남아 있다. 이 탑은 건립위치가 법당 앞이 아닌 후암이란 점도 특이하며 신라양식을 충실히 계승한 고려시대 석탑으로 드문 예이다.
1963년 1월 21일 대한민국의 보물 제376호 함양 석조여래좌상(咸陽 石造如來坐像)으로 지정되었다가, 2010년 8월 25일 현재의 명칭으로 변경되었다.

## 개요
현재 함양중고등학교 안에 있는 고려시대의 석불좌상이다. 대좌의 높이까지 포함하여 4m가 넘는 거대한 조각으로 불상 뒤의 광배(光背)가 없어지고, 불상의 얼굴과 오른손, 무릎 및 대좌(臺座) 일부가 없어진 상태이다.
얼굴은 몹시 닳고 머리에도 파손이 심하여 세부는 알 수 없는데 큼직하고 강건해 보인다. 이런 형태의 얼굴은 함양 덕전리 마애여래입상(보물 제375호)과 비슷하며 밝은 미소까지 흡사하다. 옷은 오른쪽 어깨를 드러내고 왼쪽 어깨에만 걸쳐 있으며, 신체는 건장한 편으로 당당한 모습이다. 몸을 가로지르는 옷주름은 평행을 이루고 있는데 조금은 형식적으로 처리되었다. 오른팔은 굵고 우람하며, 손은 깨졌지만 손끝이 땅을 가리키는 모양을 하고 있는 것으로 보인다. 왼손도 손바닥을 위로 한 채 무릎 위에 올려 놓았다. 대좌는 4각형인데 윗부분의 앞뒷면은 깨어지고 양쪽 옆면에는 연꽃무늬가 새겨져 있다. 대좌의 중간부분에는 눈모양의 안상(眼象)이 새겨지고 아랫부분에는 구름무늬가 조각되어 있다.
이 불상은 고려적인 불상의 힘과 아름다움을 잘 표현하고 있는 걸작으로 여겨진다.

## 현지 안내문

### 국문 설명
함양 교산리 석조여래좌상
咸陽 校山里 石造如來坐像
보물 제376호
함양 교산리 석조 여래 좌상은 고려 시대 석불 좌상이다. 원래 청룡사터 또는 용산사터에 있었다고 전해진다. 고려 시대 석조 불상의 특징과 아름다움을 잘 표현한 걸작으로 평가 받는다. 
이 불상은 불상을 올려놓은 대좌까지 포함하면 높이가 4m가 넘을 만큼 거대하다. 불상 뒤의 광배, 불상의 얼굴 일부와 오른손, 무릎과 대좌 일부는 없어졌다.
얼굴은 몹시 닳았고 머리 부분도 심하게 파손되었지만 큼직하고 강건해 보인다. 이런 얼굴은 함양 덕전리 마애여래 입상과 비슷하며, 밝은 미소도 비슷하다.
목에는 세 줄삼도이 뚜렷하고, 옷은 왼쪽 어깨에 걸쳐져 있으며, 신체도 건장하고 당당한 편이다. 오른팔이 굵고 우람하며, 오른손은 깨져 없어졌지만 손끝이 땅을 가리키는 모양을 하고 있었을 것으로 보인다. 왼손은 손바닥을 위로 하여 무릎 위에 올려놓았다.
대좌는 사각형이며 상대, 중대, 하대의 3부분으로 되어 있다. 상대(上臺)는 앞뒷면이 깨져 있지만 양쪽 옆면에는 연꽃무늬를, 중대(中臺)에는 눈 모양의 안상을, 하대(下臺)에는 겹연꽃무늬를 새겼다.

### 영문 설명
Stone Seated Buddha of Gyosan-ri, Hamyang
Treasure No. 376
The Stone Seated Buddha of Gyosan-ri is a work of Buddhist sculpture dating back to Goryeo originally enshrined at the temple called either Cheongnyongsa or Yongsansa. The statue, widely regarded as a sculptural masterpiece of Goryeo, is comparatively large with the height of over 4 meters including the pedestal. The Buddha has lost his halo and suffered damages at some parts of its face, right hand, knees and pedestal. The Buddha is also marked by severely abraded face and damaged head, but displays an imposing figure. His face, with its benign smile, is often compared with that of the rock-carved Buddha of Deokjeon-ri, Hamyang.
The Buddha has "three ways" clearly depicted by three lines on the neck and is dressed in a robe draped from the left shoulder. He has a robust physique exhibiting majestic appearance with the muscular right arm. The right arm is broken off but believed to have been expressing the symbolic gesture of pointing to the ground with a finger. The left hand is placed upon knees with the palm upwards. The pedestal on which the Buddha is seated consists of three tiers, the upper pedestal with the damaged front face and both sides carved with lotus design, middle pedestal bearing the “elephant eye” (ansang) designs, and lower pedestal ornamented with the double-layered lotus motif.

## 같이 보기
- 함양중학교

## 참고 자료
- 함양 교산리 석조여래좌상 - 국가유산청 국가유산포털
- 이 문서에는 다음커뮤니케이션(현 카카오)에서 GFDL 또는 CC-SA 라이선스로 배포한 글로벌 세계대백과사전의 내용을 기초로 작성된 글이 포함되어 있습니다.